# Metabotroper Glutamatrezeptor 4
Metabotroper Glutamatrezeptor 4 (GRM 4, mGluR4) ist ein Protein aus der Gruppe der metabotropen Glutamatrezeptoren.

## Eigenschaften
Der metabotrope Glutamatrezeptor 4 ist ein G-Protein-gekoppelter Rezeptor. Er wird in größeren Mengen im Cerebellum gebildet und in geringeren im Hippocampus, Hypothalamus und Thalamus, aber nicht in der Leber. Gemeinsam mit mGluR6, mGluR7 und mGluR8 bildet er die Gruppe III der metabotropen Glutamatrezeptoren. Nach Bindung von Glutamat erfolgt eine Konformationsänderung, die eine Signaltransduktion über G-Proteine (aus der Familie Gi) bewirkt. In Folge wird die Adenylylcyclase gehemmt. Der metabotrope Glutamatrezeptor 4 besitzt Disulfidbrücken und ist glykosyliert.
Vermutlich ist der metabotrope Glutamatrezeptor 4, wie auch der metabotrope Glutamatrezeptor 1, am Umami-Geschmack auf der Zunge beteiligt.

### Orthosterische Liganden
- Cinnabarinsäure, ein Tryptophanmetabolit[4]
- LSP1-2111: Agonist[5]
- LSP4-2022: Agonist[6]

### Positive allosterische Modulatoren (PAM)
- Foliglurax (PXT-002331, DT-1687)
- Tricyclisches Thiazolopyrazolderivat 22a: EC50 = 9 nM, Emax = 120 %[7]
- ML-128: EC50 = 240 nM, Emax = 182 %[8][9]
- VU-0418506[10][11]
- VU-001171: EC50 = 650 nM, Emax = 141 %, 36-fache Verschiebung[12]
- VU-0155041: subtyp-selektiver PAM, wirkt auch in-vivo[13]
- PHCCC: negativer allosterischer Modulator des mGluR4 und mGluR1,[14] Agonist von mGluR6[15]